# ウブロ

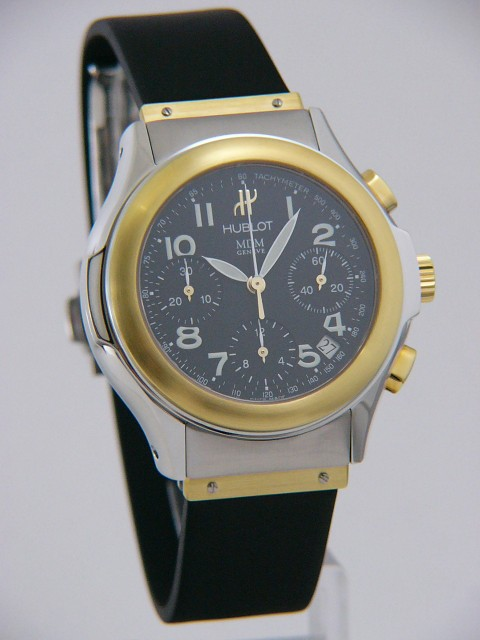
ウブロの初期のエレガント・クロノグラフ。ラバーベルトだが、ベゼルはビス留めではない

ウブロ（Hublot）はスイスの高級時計メーカーである。会社名の由来はフランス語の「舷窓」であり、舷窓同様にビスで留めたベゼルを特徴としている（当初は12本、現在は6本）。

## 来歴
1979年、ニヨンでイタリアの時計・宝石メーカービンダグループ創業者一族のカルロ・クロッコ（Carlo Crocco）により創立。翌1980年に従来はなかった金及びステンレスのケースと天然ゴムのラバーベルトとを組み合わせた腕時計「クラシック」でバーゼルデビュー。当初スイスの時計業界からは異端扱いされたものの、イタリアのファッション界で受け入れられたのを皮切りにヨーロッパの王族などへ次第に支持を広げていく。なお、機械式時計より衝撃に強いという理由から当初のモデルはすべてクォーツ時計だった。また、ラバーベルトはカット不可であり、客は店で複数用意されたベルトの中から自分の腕に合ったサイズのベルトを選ぶ必要があった（現在はバックルの改良により解消されている）。
しかし、コレクションが限られていたこと、機械式時計を避けていたことなどが災いして経営難に陥り、2004年にブランパンの再建を手掛けたジャン=クロード・ビバーがCEOに就任し、翌2005年から『フュージョン（融合）』のコンセプトの元、異なる素材を組み合わせた｢ビッグ・バン｣シリーズを発表、現在まで続く主力商品となる（この時初めて機械式時計を採用した）。2008年にクロッコはチャリティー活動に専念するためにLVMHに会社を売却。2010年には自社製ムーブメントUNICOを開発。同年には複雑機構の開発メーカーBNBコンセプトを吸収して、同社を率いるマティアス・ビュッテをR&D部門のトップに据えた。ビバーは2012年に会長に就任し、リカルド・グアダルーペがCEOに就任して現在に至る。さらに、第一作を発展継承させた薄型の「クラシック・フュージョン」（旧・「トラディション」）も主力の一つとなっている。
サッカーの主要大会ではFIFAワールドカップ（2014年大会より）、UEFA EURO、UEFAチャンピオンズリーグ/ヨーロッパリーグ、プレミアリーグ（2020/21 - 2024/25）の公式タイムキーパーとして、試合中にウブロのロゴが入った腕時計をデザインした交代選手ボードを使用。そのほかF1（ - 2012年）、ICCクリケット・ワールドカップ、世界野球ソフトボール連盟のオフィシャルスポンサーなど、多くのスポーツ大会を支援している。
2010年にはF1界のドン、バーニー・エクレストンを（それも強盗事件により同社の時計を奪われた直後で、右目に青あざが残る状態で）自社の広告に登場させ話題を呼んだ。
2011年からはフェラーリと提携し、コラボレーションモデルを発表している。
現在ではアイルトン・セナ、蜷川実花、荒井俊介、香川真司、ウサイン・ボルト、ディエゴ・マラドーナらとのコラボレーション・モデルを発表している。2014年にはブランドアンバサダーとしてペレを起用している。
ムーブメントの他に、ケース素材の研究にも力を入れており、カラフルなサファイア及びジルコニアセラミックス、カーボン複合材、セラミックスに金を浸透させた「マジックゴールド」などを開発している。

## 腕時計
- クラシック→現・クラシック・フュージョン
- ビッグ・バン
  - ビッグ・バン インテグレーテッド
  - ビッグ・バン ウニコ
  - スピリット オブ ビッグ・バン（トノーモデル）
  - ビッグ・バン e（スマートウォッチモデル）
- スクエア・バン ウニコ（スクエア型モデル）
- MPコレクション（複雑機構を打ち出した限定版）

## 関連書籍
- 篠田哲生「成功者はなぜウブロの時計に惹かれるのか。」、幻冬舎、2012年　ISBN 4344022939